# Etambutol/isoniazida
Etambutol/isoniazida es un medicamento utilizado para tratar la tuberculosis.  Es una combinación en dosis fija de etambutol e isoniazida.  Se usa junto con otros medicamentos antituberculosos.  Se administra por vía oral.
Los efectos secundarios son los de los medicamentos subyacentes.  Los efectos secundarios más comunes incluyen una mala coordinación, entumecimiento y problemas hepáticos.  Los problemas hepáticos pueden ser graves y son más probables en personas mayores de 50 años.  No se recomienda su uso en niños.  No está claro si el uso durante el embarazo es seguro para el bebé. 
Está en la Lista de medicamentos esenciales de la Organización Mundial de la Salud, los medicamentos más efectivos y seguros que se necesitan en un sistema de salud.  El costo mayorista en el mundo en desarrollo es de aproximadamente US$1,47 a 1,99 al mes.  El producto combinado no está disponible en Canadá o los Estados Unidos.